# 沃楚西特礁

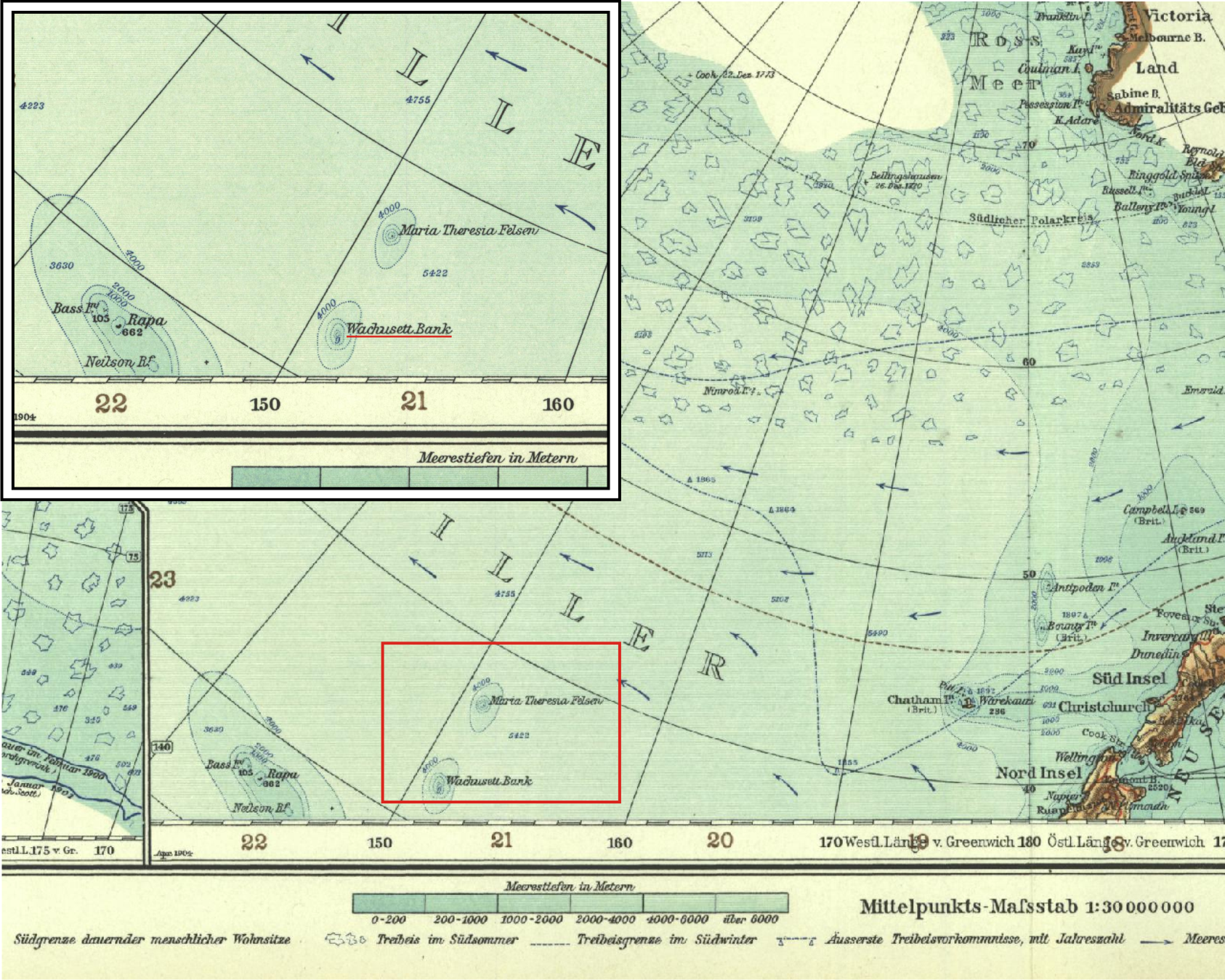
1904年的南極洲地圖上，沃楚西特礁被寫作「沃楚西特沙洲」

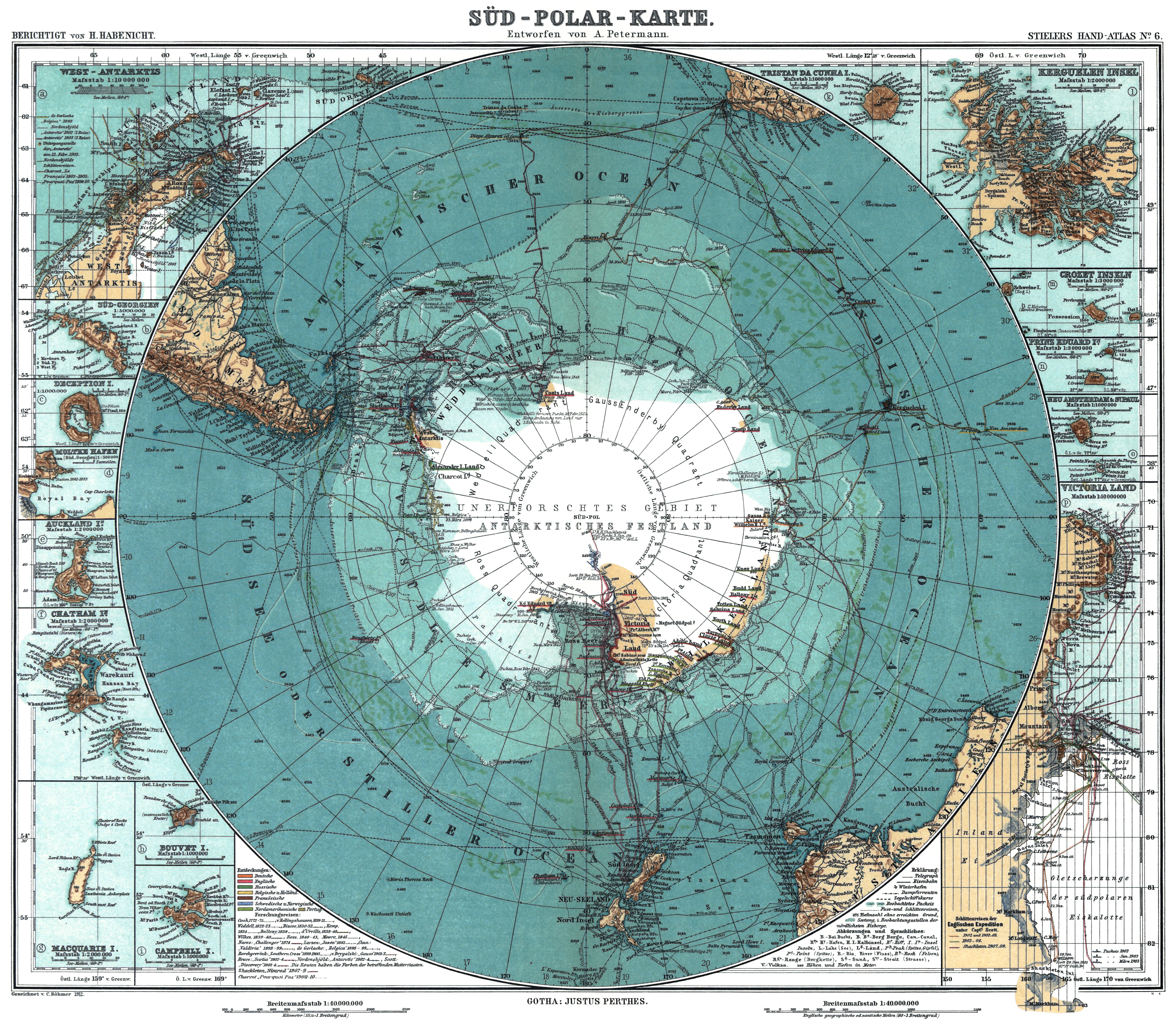
1912年歷史性的南極洲地圖上畫有「沃楚西特淺灘」

沃楚西特礁（Wachusett Reef）是由「沃楚西特」號的船長蘭伯特（Lambert）所回報，在1899年6月4日他穿過了一個暗礁，似乎是由珊瑚礁組成，大約位於32°18′S 151°08′W / 32.300°S 151.133°W。該暗礁似乎有500英尺寬。礁石的底部兩側呈現深灰色與深藍色。深度估計約在5至6噚之間，不幸的是沒有探測資料。
2005年的「國家地理世界地圖集」仍有畫出沃楚西特礁，深度是9公尺。然而，它的存在令人懷疑。其他歷史上曾經被回報過的附近的暗礁包括埃內斯特·勒古韋礁、木星礁以及瑪麗亞·特里薩礁。